# Dánsko na Letních olympijských hrách 1996
Dánsko se účastnilo Letní olympiády 1996 v americké Atlantě. Zastupovalo ho 119 sportovců (54 mužů a 65 žen) ve 14 sportech.

## Medailisté
| Medaile | Jméno | Sport      | Soutěž                                   |
| ------- | --- | ---------- | ---------------------------------------- |
| Zlato   | Dorthe Tanderup Gitte Madsen Lene Rantala Gitte Sunesen Tonje Kjærgaard Janne Kolling Susanne Lauritsen Conny Hamann Anja Hansen Anette Hoffman Heidi Astrup Tina Bøttzau Marianne Florman Anja Andersenová Camilla Andersen Kristine Andersen | Házená     | Turnaj žen                               |
| Zlato   | Poul-Erik Høyer Larsen | Badminton  | Muži jednotlivci                         |
| Zlato   | Kristine Roug | Jachting   | Ženy Europe Class                        |
| Zlato   | Thomas Poulsen Eskild Ebbesen Victor Feddersen Niels Henriksen | Veslování  | Muži čtyřka bez kormidelníka lehkých vah |
| Stříbro | Rolf Sørensen | Cyklistika | Muži silniční závod jednotlivců          |
| Bronz   | Trine Hansenová | Veslování  | Ženy skif                                |